# Бариш
Бариш (на руски: Барыш) е град в Уляновска област, Русия, административен център на Баришки район. Населението му към 1 януари 2018 година е 15 974 души.